# Північно-Східна армія (Японія)
Північно-Східна армія (яп. 東北方面隊; Töhoku Hōmentai), є одною з п'яти активних армій Сухопутних сил самооборони Японії зі штаб-квартирою в Сендай, префектура Міягі. Його відповідальністью є захист острова Хонсю. Армія складається з 2 піхотних дивізій (6-ї та 9-ї), 3 бригад (змішаної (навчальної), 2-ї інженерної та тилового забезпечення), 3 груп (артилерійської, 5-ї зенітно ракетної з ЗРК «I-Hawk», армійської авіації), 3 полків (зв'язку, постачання і медичного), батальйону військової розвідки. 

## Організація

Функціональна структура Північно-Східної армії 2016 року
(натиснути на зображення для збільшення)

- Північно-Східна армія, Табір Сендай, м. Сендай
  -  6-та піхотна дивізія, Хіґасіне, префектура Ямагата, відповідальна за охорону і оборону префектур Фукусіма, Міяґі, Ямагата.
  -  9-та піхотна дивізія, Аоморі, відповідальні за охорону і оборону префектур Акіта, Аоморі, Івате.
  - 2-га інженерна бригада, місто Сібата, префектура Міяґі
  - Змішана (навчальна) бригада Північно-Східної армії, Табір Сендай
  - Артилерійська група Північно-Східної армії, Табір Сендай
    - 4-й полк протикорабельних ракет Тип 88, місто Хатінохе, префектура Аоморі
    - 130-й артилерійський батальйон, Сендай  (РСЗВ М270 MLRS)

  - 5-та зенітно ракетна група (MIM-23 "I-Hawk"), Табір Хатінохе
  - Полк зв'язку Північно-Східної армії, Табір Сендай
  - Група армійської авіації Північно-Східної армії, Сендай
  - Полк постачання Північно-Східної армії, Сендай
  - Фінансовий відділ Північно-Східної армії, Сендай
  - Батальйон військової розвідки, Табір Сендай
  - Медичний полк Північно-Східної армії, Сендай
  - Військовий оркестр Північно-Східної армії, Сендай